# Перегінець Михайло Іванович
Миха́йло Іва́нович Перегіне́ць (* 1966) — заслужений тренер України з легкої атлетики, заслужений працівник фізичної культури і спорту України (2019).

## Життєпис
За свою тренерську кар'єру підготував двох майстрів спорту міжнародного класу та шістьох майстрів спорту і більше десяти КМС. Серед них — Неля Непорадна, Анастасія Ткачук та Станіслав Сеник.
Працює тренером у ФСТ «Колос» міста Івано-Франківськ, тренер-викладач вищої категорії з легкої атлетики школи вищої спортивної майстерності (з 2003 року); тренерський стаж понад 25 років.